# Vladislav Koržets

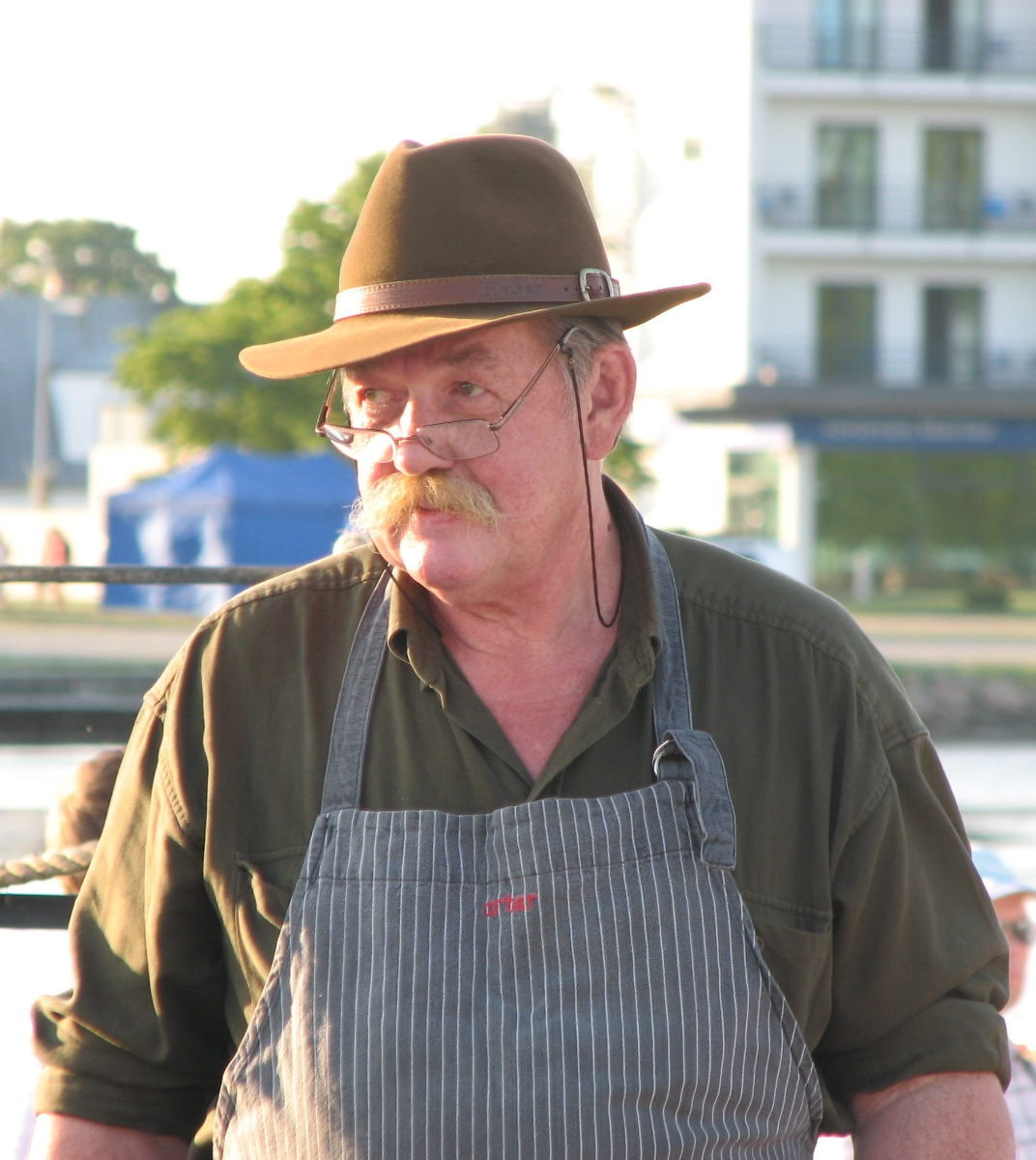
Vladislav Koržets 2011

Vladislav Koržets (* 9. September 1951 in Partisanskoje, Region Krasnojarsk, Sowjetunion) ist ein estnischer Kinderbuchautor, Humorist und Schriftsteller.

## Leben
Koržets wurde als Kind einer polnisch-estnischen Verbindung im sibirischen Partisanskoje geboren und ging ab 1957 in Tallinn zur Schule. Von 1970 bis 1974 studierte er an der Pädagogischen Hochschule in Tallinn und schloss das Studium als Mathematiklehrer ab. In diesem Beruf arbeitete er jedoch keinen einzigen Tag, vielmehr war er ab 1976 bei der satirischen Zeitschrift Pikker (Gewitter) angestellt, die letzten Jahre als Chefredakteur.
Er ist seit 1991 Mitglied des Estnischen Schriftstellerverbands. Gegenwärtig betreibt er ein Fischrestaurant in Tallinn.

## Werk
Koržets veröffentlichte seine ersten Humoresken 1974 in der Zeitung Noorte Hääl („Stimme der Jugend“). Danach publizierte er vor allem in Pikker und anderen Zeitschriften. Er verfasste zahlreiche Texte für verschiedene Bühnen und schrieb auch Filmdrehbücher. Außerdem publizierte er ein Kinderbuch und 2016 seinen ersten Gedichtband.
Koržets ist ferner als Humorist und Hobbyangler bekannt und hat diverse Bücher über Fische und Angeln publiziert.

## Übersetzungen ins Deutsche
- Das Mädchen Merike. Gezeichnet von Jaan Tammsaar. Aus dem Estnischen von Haide Roodvee. Tallinn: Perioodika 1985. 30 S.

Außerdem sind zwei Humoresken von ihm in dem Band Der Diamantensucher und andere estnische Humoresken. erschienen, der 1980 in Tallinn gedruckt wurde. Hier tritt sein Name allerdings in der Form „Wladislaw Korshez“ auf.

## Auszeichnungen
- 1988 Oskar-Luts-Humorpreis
- 2011 Orden des weißen Sterns V. Klasse
- 2017 Literaturpreis des Estnischen Kulturkapitals (Lyrik)

## Bibliografie
- Üks tüdruk, nimi Merike ('Ein Mädchen namens Merike'). Tallinn: Eesti Raamat 1982. 31 S.
- On nigu on ('Es ist wie’s ist'). Tallinn: EKP KK Kirjastus 1989. 95 S.
- Laulud või nii ('Lieder oder so'). Tallinn: Sõnavald 2016. 52 S.